# تحويل جاليليو

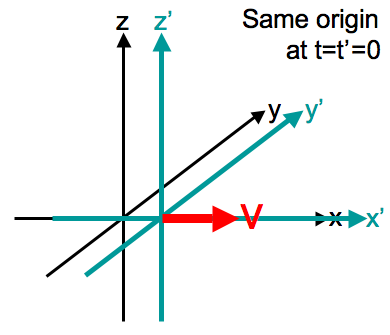

يستخدم تحويل جاليليو في الفيزياء لتحويل إحداثيات نظام مرجعي إلى آخر يختلف عنه فقط في كونه يتحرك بالنسبة له بسرعة مستقيمة منتظمة، وقد قام إسحاق نيوتن بتطبيقها على الميكانيكا عندما قام بدراسة حركة الأجسام وحركة الكواكب، تلك التحويلات البسيطة بدت منطقية حتى القرن التاسع عشر حيث اكتشف علم الكهرومغناطيسية وانتشار الموجات الكهرومغناطيسية وعلى الأخص انتشار الضوء حيث تبين أن تحويل جاليليو ينطبق عندما تتحرك الأنظمة المرجعية بسرعات صغيرة بالنسبة لسرعة الضوء، وبين العالم الهولندي لورينتز في نهاية القرن التاسع عشر أنه لا بد من استخدام تحويل لورينتز لوصف الانتقال بين إطارين مرجعيين يتحركان بالنسبة لبعضهما البعض بسرعة عالية قريبة من سرعة الضوء.
و صاغ جاليليو جاليلي فكرته عن الانتقال في مكتوبه عن «الحركة المنتظمة» عام 1638 ، حيث قام بدراسة حركة كرة تتدحرج على سطح مائل . قام جاليليو بقياس قيم التسريع تحت تأثير الجاذبية على سطح الأرض.

## الانتقال من إطار مرجعي لآخر
يعتمد تحويل جاليليو على جمع وطرح السرعات كما نعهده (مثل راكب يجري داخل قطار متحرك في اتجاه سير القطار، فنعين سرعة الراكب بالنسبة للقضبان بجمع سرعة الراكب + سرعة القطار) . وكان الفرض في ذلك الحين أن المكان مطلق والزمن مطلق . وقد ترك تحويل لورينتز هذا الافتراض . ويسري تحويل لورينتز على جميع السرعات بينما ينطبق تحويل جاليليو على السرعات الصغيرة، فيعتبر تحويل جاليليو تقريبا لتحويل لورينتز عند السرعات الصغيرة التي نعهدها في حياتنا اليومية.
وتصف العلاقات التالية تحويل جاليليو بين محاور نظامين :
(x,y,z,t) و (x′,y′,z′,t′) لحدث أو نقطة موجودة في النظام S وتمثيلها في النظام S' الذي يتحرك بسرعة ( v) بالنسبة للنظام S في الاتجاه x و x’ بحيث ينطبق مركزي النظامين عند الزمن
t=t'=0:
{\displaystyle x'=x-vt\,}
{\displaystyle y'=y\,}
{\displaystyle z'=z\,}
{\displaystyle t'=t\,}
ونلاحظ من المعادلة الأخيرة أن الافتراض هنا يفترض زمنا مطلقا، إي لا يعتمد الزمن على حركة النظامين، أي لا يعتمد الزمن على حركة إثنين من الراصدين .
طبقا لقوانين الجبر الخطية يعتبر هذا النوع من الانتقال «إزاحة بين خريطتين» ويمكن وصفها بمصفوفة تؤثر على متجه ، حيث تحث الحركة (المنتظمة وفي خط مستقيم) موازية في الاتجاه x ، ويعمل التحويل على مركبتين اثنتين فقط .
{\displaystyle (x',t')=(x,t){\begin{pmatrix}1&0\\-v&1\end{pmatrix}}.}
ورغم أن استخدام المصفوفة ليس ضروريا لإجراء تحويل جاليليو فهي تتيح فرصة المقارنة المباشرة بين أنظمة تتبع مبدأ النسبية الخاصة.

## تطبيقات عملية
تستخدم في حياتنا العملية كثيرا تحويل جاليليو في التعامل مع المسائل الميكانيكية حيث تكون السرعات صغيرة معتادة، ويكون الخطأ صغيرا جدا جدا لعدم استخدامنا لتحويل لورينتز. وحتى عند دراسة حركة الكواكب يكون الخطا في استخدام تحويل جاليليو أقل من 10−8 رغم أن سرعة الكوكب قد تصل إلى 30 كيلومتر في الثانية كما هو الحال للارض.
ولكن تطبيق تحويل جاليليو على ظاهرة الكهرومغناطيسية لا يفلح . ولنأخذ مثال جسيم مشحون كهربائيا ولتكن شحنته q ويتحرك بالسرعة v ونفرض أن حركته هذه تكون موازية لسلك يسير به تيار كهربائي . ينشأ عن التيار في السلك مجال مغناطيسي يؤثر على الجسم المشحون بقوة لورينتز وتحرفه عن مساره المستقيم .فإذا قمنا الآن بإجراء تحويل جاليليو إلى النظام الذي تتحرك الشحنة فيه نجد عدم وجود قوة لورينتز (بسبب عدم حركة الجسيم المشحون) . أي تكون القوانين الطبيعية قد اختلفت في النظامين وهذا ما هو مرفوض من وجهة نظر مبدأ النسبية، لهذا كان الاضطرار لاكتشاف تحويل لورينتز عند نهاية القرن التاسع عشر، حيث هو وحده الذي يستطيع التحويل بين النظامين مع صحة سريان قوانين الطبيعة.
عند تطبيق تحويل لورينتز على تلك المسألة يتقلص طول السلك في الإطار المرجعي (نظام ) للجسيم المشحون ويكتسب السلك شحنة كهربائية نسبية، ينشأ عنها مجال كهربائي بدلا من المجال المغناطيسي، ومن ذلك تتضح القرابة بين المجالين المغناطيسي والكهربائي.

## تحويل جاليليو وقوانين الانحفاظ
لا تتغير القوانين الطبيعية بتحويل جاليليو، فكل تجربة نقوم بها تكون نتيجتها ثابتة غير متغيرة عندما نغير مكان إجراء التجربة من مكان إلى مكان، فلا يؤثر تغير المكان أو تغير الزمن أو تغير الإتجاه على نتيجة التجربة، يسمى عدم التغير هذا تناظر القوانين الطبيعية، وطبقا لنظرية نويثر فكل تناظر من هذا ينتمي إل قانون انحفاظ معين، وعدم تغير قوانين الطبيعة بإجراء تحويل جاليليو تنطبق تماماً مع قوانين الانحفاظ في الميكانيكا الكلاسيكية .
وبالتفصيل:
- يؤدي عدم التغير عند انزياح المكان إلى انحفاظ كمية الحركة .
- ويؤدي عدم التغير عند انزياح الزمن إلى قانون بقاء الطاقة .
- ويؤدي عدم التغير عند الانزياح الزاوي إلى انحفاظ الزخم الزاوي.